# Gare de la Papeterie
La gare de la Papeterie (en allemand : Bahnhof Papiermühle) est une ancienne halte ferroviaire française de la ligne de Sélestat à Saverne située sur le territoire de la commune de Wasselonne, dans le département du Bas-Rhin, en région Grand Est.
Elle est mise en service en 1877. La ligne ferme aux voyageurs en 1969 et aux marchandises en 1988. Le bâtiment voyageurs sert d'habitation.

## Situation ferroviaire
Établie à 223 m d'altitude, la gare de la Papeterie se trouvait au point kilométrique (PK) 49,353 de la ligne de Sélestat à Saverne entre les gares fermées de Wasselonne et de Romanswiller.

## Histoire
La section de Molsheim à Wasselonne est mise en service le 29 septembre 1864. Il s'agit d'un embranchement en impasse de la ligne de Strasbourg à Barr, elle même en cul-de-sac, exploitée par la Compagnie des chemins de fer de l'Est.
Après l'annexion de l'Alsace-Lorraine à l'Allemagne, cette ligne secondaire est prolongée vers Sélestat et Saverne le 1er août 1877. Les activités industrielles du site de la papeterie Pasquay, qui comprennent également une usine textile et une briqueterie, justifient la création d'une halte baptisée Papiermühle par la Direction générale impériale des chemins de fer d'Alsace-Lorraine (EL).
En 1919 elle devient une gare de l'Administration des chemins de fer d'Alsace et de Lorraine (AL) puis de la Société nationale des chemins de fer français (SNCF) en 1938. L'activité industrielle prend fin en 1954, une partie des bâtiments en ruine ou reconvertis est classée monument historique en 1988.
La date de fermeture de la halte de l'ancienne papeterie n'est pas connue. La fin aux dessertes voyageurs sur la ligne a lieu en 1969 et le dernier parcours commercial d'un train de marchandises en 1988. Une association réalise deux aller-retour avec un train à vapeur historique la même année mais le projet en reste là. Une piste cyclable a remplacé les rails entre Molsheim et Romanswiller.

## Patrimoine ferroviaire
Le bâtiment voyageurs (BV) a été rénové et sert d'habitation privée.
Bâti selon un plan en « T », il se singularise par sa construction en briques apparentes avec des bandeaux de briques plus foncés. Les trois pignons sont décorés de rampants diagonaux avec des ferronneries décoratives au sommet. Une aile à toit plat transformée en terrasse par les nouveaux habitants servait de halle à marchandises et porte encore le nom de la gare en allemand.